# اولین شورای نیقیه
شورای نیقیه نخستین شورایِ کلیساییِ جهانی بود که در سال ۳۲۵ میلادی در پاسخ به نظر آریوس تشکیل شد. آریوس روحانیِ اهل اسکندریه بود. او نیز چون اوریجن بر این باور بود که پدر از پسر برتر است و پسر نیز بزرگ‌تر از روح‌القدس. اما برخلاف اوریجن ، سلسله مراتب میان موجودات الهی را باور نداشت. او بر این باور بود که فقط پدر خدا است، و بدین‌سان یکتاپرستی را بر نظام اوریجن افزود. از نظر او پسر وجودی بود که پدر به‌واسطهٔ او جهان را آفرید اما مع‌الوصف او خدا نبود بلکه مخلوقی بود خلق شده از نیستی. او مخلوق بود نه وجودی ازلی و زمان آغازی داشت، در واقع «زمانی بود که پسر وجود نداشت.» آریوس خود به‌شکلی دقیق دو نکته را به‌عنوان مسائل بنیانیِ بحثِ مطرح‌شده مشخص کرد: «ما به این دلیل آزار و جفا می‌بینیم که می‌گوییم وجود پسر دارای ابتدا و آغاز است … و نیز اینکه او از نیستی آفریده شد.» تعلیم آریوس در عصر حاضر در تعالیم شاهدان یهوه دیده می‌شود.
اسقف آلکساندر که آریوس در حوزهٔ اسقفی او خدمت می‌کرد، با عقاید آریوس مخالفت کرد. آریوس به گروهی دیگر از اسقفان شرق متوسل شد و گروهی از این اسقفان که پیرو دیدگاه‌های اوریجن بودند، به حمایت از او برخاستند که از میان آنها می‌توان به یوسیبوس قیصریه اشاره کرد. وقتی کنستانتین بزرگ در سال ۳۲۴ در شرق و غرب امپراتوری روم قدرت مطلق را به‌دست‌آورد به‌ناچار در این مباحثات مداخله کرد. او دستور تشکل شورای نیقیه را داد و این شورا در ژوئن ۳۲۵ تحت رهبری او تشکیل شد. حدود ۲۲۰ اسقف که عمدتاً اسقفان شرق بودند در این شورا حاضر شدند (روایات سنتی تعداد این اسقفان را ۳۱۸ نفر ذکر می‌کنند که احتمالاً این عدد را از پیدایش ۱۴:۱۴ به عاریت گرفته بودند!) این شورا آریوس را محکوم کرد و اعتقادنامه‌ای ضد آریوسی صادر نمود؛ البته این اعتقادنامه را نباید با اعتقادنامهٔ معروف «نیقیه» که در سال ۳۸۱ در شورای قسطنطنیه۳ صادر شد، اشتباه گرفت:

ما ایمان داریم به خدای یگانه، خدای قادر مطلق، خالق امور دیده و نادیده؛ و ایمان داریم به خداوند عیسای مسیح، پسر یگانهٔ خدا، که از ذات پدر است. او، خدا از خدا، نور از نور، و خدای حقیقی از خدای حقیقی است، مولود است و نه مخلوق، و هم‌ذات با پدر است. همه چیز به‌واسطهٔ او آفریده شد، چه در آسمان و چه بر زمین. او به خاطر ما آدمیان و برای نجات و رستگاری ما از آسمان نزول کرد، جسم گرفت و انسان شد. رنج و عذاب کشید و روز سوم از مردگان برخاست و به آسمان‌ها صعود کرد، و بازخواهد آمد تا زندگان و مردگان را داوری کند؛ و ایمان داریم به روح‌القدس.
ما، کلیسایِ مقدسِ جامع، و وارثِ رسولان، لعن می‌کنیم آنان را که می‌گویند: «زمانی بوده که پسر وجود نداشته‌است؛ او پیش از مولود شدن وجود نداشته‌است، و از نیستی به‌وجود آمده‌است.» همچنین لعن می‌کنیم آنان را که می‌گویند: «وجود پسر از ماهیت یا وجودی به‌جز ماهیت یا وجود پدر نشأت گرفته، و تغییرپذیر است و تغییر و تبدیل می‌یابد.»
در این زمان در کلیساهای شرق الگویی اساسی برای اعتقادنامه‌ها وجود داشت، اگرچه ممکن بود کلیساها واژگان خاص خود را برای بیان مفاهیم به‌کار بگیرند. اعتقادنامهٔ نیقیه نیز یکی از این اعتقادنامه‌ها است که عبارات ضد آریوسی به آن اضافه شده بود:
آریوس اصطلاح سنتیِ «مولودِ پدر» را چنین تفسیر کرده بود که عیسای مسیح توسط پدر «از نیستی» خلق شده‌است. شورای نیقیه با افزودن توضیحِ مکملِ «از ذات پدر»، تفسیر آریوسی را رد کرد. آریوس هم‌رأیِ اوریجن، و بر این باور بود که تنها پدر «خدای حقیقی» است. شورای نیقیه با تأکید بر این که عیسای مسیح «خدای حقیقی از خدای حقیقی» است به او پاسخ داد. عیسای مسیح «مولود است نه مخلوق». او نه مخلوق بلکه پسرِ خدا است. تمایز بین فرزند (از وجود پدر) و یک مخلوق (آفریده شده از نیستی)، نکتهٔ اصلی بحث و مناقشه بود. این امر را می‌توان به تمایز بین داشتن فرزندی از خودْ، و ساختن آدم‌مصنوعی تشبیه کرد.
عیسای مسیح «هم‌ذاتِ پدر» است. واژهٔ یونانی ὁμοούσιον (هم‌ذات، از یک جوهر) بحث‌انگیزترین واژهٔ اعتقادنامه بود. در مورد به‌کارگیریِ واژه‌ای غیرکتاب مقدسی تردیدهایی وجود داشت اما به‌کارگیری چنین واژه‌ای ضروری بود چون آریان‌ها می‌توانستند همهٔ واژگان کتاب مقدسی را تحریف کنند. برای نمونه، عیسی توسط خدا «مولود شده بود»، اما این امر در مورد شبنم‌ها نیز صادق است، (ایوب۶ ۳۸:۲۸)! به‌کارگیری واژهٔ ὁμοούσιον این امتیاز را داشت که آریان‌ها قبلاً آن را واژه‌ای غیرقابل پذیرش خوانده بودند. پس واژه‌ای غیرکتاب مقدسی برای دفاع از حقیقتِ کتاب مقدسیِ الوهیت مسیح به‌کار گرفته شده بود.
در پایان اعتقادنامه، بسیاری از اظهارات آریانی یا لعن یا محکوم شدند؛ و دلیل عمده این بود که آریان ادعا می‌کرد وجود پسر آغاز و ابتدا داشته و از نیستی به‌وجود آمده‌است. برخلاف شایعات، شورای نیقیه در ارتباط با تعیین کانون کتاب مقدس هیچ‌گونه تصمیمی نگرفت. این شورا بعدها به‌عنوان نخستین شورایِ عمومی و جهانی شناخته شد؛ هر چند در زمان خودْ محبوبیتی نداشت. در واقع شورای نیقیه به‌جای پایان دادن به مباحث مربوط به الوهیت عیسای مسیح، خودْ آغازی شد برای آن. هرچند آریوس بی‌درنگ محکوم شده بود. اما چرا چنین شد؟
شورای نیقیه، به‌طور خاص با به‌کارگیری واژهٔ ὁμοούσιον آریوس را محکوم ساخت. امپراتور خودْ احتمالاً این واژه را با تحریک مشاورِ روحانیِ غربی‌اش به‌نام هوسیوس۷ به‌کار گرفته بود. این واژه مأنوسِ کلیسای غرب بود و ترتولیان آن را برای تبیینِ تثلیث به‌عنوان وجود سه شخص در یک جوهر۸ ابداع کرده بود. این واژه برای پیروان مکتب انطاکیه نیز آشنا و مأنوس بود- گروهی کوچک از متألهین شرق که بر وحدت و یگانگی خدا تأکید می‌کردند اما در مورد تمایز شخصیت‌های تثلیث یعنی پدر و پسر و روح‌القدس دیدگاه روشنی نداشتند. اما برای اوریجنیست‌ها واژه‌ای مأنوس و پذیرفته شده نبود (اشخاصی چون یوسیبوس قیصریه) که در کلیسای شرق و شورای نیقیه در اکثریت بودند. آنها می‌ترسیدند که پذیرش این دیدگاه شورا را به افراط و تفریط بکشاند زیرا می‌توانست به‌شکلی ضمنی بر انشقاق مادیِ جوهر وجود خدا به سه جزء دلالت کند؛ یا راه را برای مونارشیانیسم هموار سازد، یعنی عدم تمایز صحیح، و یکسان انگاری پدر و پسر و روح‌القدس. با توجه به دیدگاه مکتب الهیاتی انطاکیه این ترس‌ها بی‌مورد نبود. اوریجنیست‌ها علی‌رغم میل‌شان این واژه را به احترام امپراتور پذیرفتند و اعتقادنامه را امضا کردند اما کاملاً قانع نشده بودند. همان‌گونه که یکی از نویسندگان معاصر نیز بیان داشته‌است «از نظر الهیاتی پیروزی مفهوم ὁμοούσιον نه یک پیروزی قاطع بلکه حمله‌ای غیرمنتظره بود.»
شورای نیقیه کلیسا را به دو گروه عمده تقسیم کرد. در یکسو «جناح نیقیه» (کلیسای غرب، مکتب انطاکیه و گروه دیگری از متألهین در شرق، چون آتاناسیوس۹ (که در مورد الوهیت کامل مسیح دیدگاهی صریح و مشخص داشتند اما در مورد ازلیّتِ تثلیث (اینکه شخصیت‌های تثلیث از ازل سه شخص در یک جوهر بوده‌اند) دیدگاه‌شان صریح و واضح نبود. در طرف مقابل اوریجنیست‌ها در مورد وجود سه شخصیت ازلی در وجود خدا دیدگاهی صریح و منسجم داشتند اما دیدگاه‌شان در مورد الوهیت مسیح صریح و واضح نبود. جناح نیقیه تمایز بین پدر، پسر و روح‌القدس را رد نمی‌کردند، (یعنی آنها مونارشیان نبودند) اما بر این امر با حدت و صراحتی که مورد انتظار اوریجنیست‌ها بود تأکید نمی‌گذاردند، لذا از دیدگاه اوریجنیست‌ها مونارشیان به‌نظر می‌رسیدند؛ و اما اوریجنیست‌ها نیز آریانیست نبودند (یعنی عیسای مسیح را مخلوقی نمی‌دانستند که از نیستی آفریده شده) ولی مسیح را پایین‌تر از پدر می‌دانستند و بدین جهت از دیدگاه جناح نیقیه آریان به‌نظر می‌آمدند. این وضعیت نمونه‌ای کلاسیک از تقابل دو شقِ یک حقیقت است، یعنی الوهیت کامل عیسای مسیح (نیقیه) و تمایز ازلی او از پدر (اوریجن).
این دو جبهه به‌علت سؤ تفاهم و جناح‌بندی، نیم‌قرن مقابل هم ایستادند. این مناقشه را به‌شکل سنتی (و به اشتباه) «مناقشهٔ آریانی» خوانده‌اند. در واقع مناقشهٔ اصلی بین جناح نیقیه و اوریجنیست‌ها بود و آریان‌ها در این مناقشه نه نقشی اساسی بلکه نقشی شتاب‌دهنده داشتند. حوالی سال ۳۵۰ یک جناح افراطیِ آریان شکل گرفت که ادعا می‌کرد پسر هیچ شباهتی به پدر ندارد و این شوک اوریجنیست‌ها را بر آن داشت که ضرورت تبیین درکی صحیح‌تر و دقیق‌تر از مقام و جایگاه واقعی عیسای مسیح را بیشتر احساس کنند. آتاناسیوس و دیگر اعضای جناح نیقیه واکنشی آشتی‌جویانه و تفاهم‌آمیز نشان دادند و این باعث شد بتوانند به نتیجه‌ای که مشتمل بر دیدگاه‌های هردو طرف باشد دست یابند؛ بنابراین توافق کردند که سه اقنوم پدر، پسر و روح‌القدس (اوریجن) هر سه دارای یک جوهرند، و هم ذاتند (مفهوم ὁμοούσιον و دیدگاه شورای نیقیه). پدران کاپادوکیا ۱۰ نیز این دیدگاه را پذیرفتند و مساعدت‌شان باعث شد تا این دیدگاه در شورای قسطنطنیه در سال ۳۸۱ پذیرفته شود.
مباحثات قرن چهارم در مورد شخصیت مسیح ممکن است امروزه برای ما نامأنوس بنماید، مخصوصاً که واژگانی غریب نیز در آنها به‌کار رفته‌است. این مباحثات همچنین ممکن است اندیشه پردازی‌ها و استدلالات مبهم فلسفی به‌نظر آیند. اما شخصیت مسیح موضوعی بنیانی و محوری برای ایمان مسیحی است. آیا عیسای مسیح صرفاً مخلوقی (متعالی) است که خدا او را به جهان فرستاد یا اینکه او مکاشفهٔ خود خدا است؟ آیا این گفته که «زیرا خدا جهان را آنقدر محبت کرد که پسر یگانهٔ خود را داد تا هر که به او ایمان آوَرَد هلاک نگردد، بلکه حیات جاویدان یابد» (یوحنا ۳:۱۶)، به این معنا است که او یکی از مخلوقات خود را به جهان فرستاد؟ الوهیت عیسای مسیح بنیان ایمان مسیحی است و بدون آن، مکاشفه‌ای حقیقی از خدا در عیسی نخواهیم داشت. بدون الوهیت مسیح، آموزهٔ مسیحیت در مورد نجات و رستگاری، قوت و صلابت خود را از دست می‌دهد. آریوس یکی از مهم‌ترین مسائل تاریخ الهیات را مطرح کرد و پدران اولیه کلیسا، در مخالفت با او، بر الوهیت کامل مسیح تأکید گذاردند.